# Apomys aurorae
Apomys aurorae és una espècie de mamífer rosegador de la família dels múrids. És endèmic de l'illa de Luzon (Filipines).

## Descripció
És un rosegador de petites dimensions, amb la llargada total entre 262 i 295 mm, la llargada de la cua entre 129 i 153 mm, la llargada del peu entre 33 i 37 mm, la llargada de les orelles entre 18 i 21 mm i un pes de fins a 92 g.
Les parts superiors són marró-rogenques brillants i les parts ventrals són blanquinoses, amb la base dels pèls grisenca. El dors dels peus és blanc i cobert per pèls foscos dispersos. La cua és igual de llarga que el cap i el cos, fosca a sobre i força més clara a sota.

## Biologia

### Comportament
És una espècie terrestre i nocturna.

### Alimentació
Es nodreix de cucs, altres invertebrats i llavors.

## Distribució i hàbitat
Aquesta espècie és endèmica de les Muntanyes Mingan, a la part nord-oriental de l'illa de Luzon, a les Filipines.
Viu als boscos de dipterocarpàcies, boscos montans i boscos molsosos a entre 733 i 1.677 metres d'altitud.

## Estat de conservació
Com que fou descoberta fa poc, l'estat de conservació d'aquesta espècie encara no ha estat avaluat formalment.